# Piskom
Piskom (ros. Пскем, Pskiem) – rzeka w Uzbekistanie, w północnej części wilajetu taszkenckiego. Długość rzeki - 70 km, dorzecze 2540 km².
Pskiem tworzy połączenie dwóch rzek: Oygaing i Maydantal. Mają one swe źródła na lodowcach Tałaskiego Ałatau.
Ujście rzeki do czarwakskiego zbiornika retencyjnego. Przed jego powstaniem połączenie rzek Piskom i Chotqol dawało początek rzece Chirchiq.